# Castillo de Häckeberga
El Castillo de Häckeberga (en sueco: Häckeberga slott) es una mansión en el municipio de Lund en  Escania, Suecia. La finca se remonta al siglo XIV y se localiza en una de las siete isletas del lago Häckebergasjön. La mansión fue construida en estilo Renacentista francés entre 1873 y 1875 por Tönnes Wrangel von Brehmer según los dibujos de Helgo Zettervall (1831-1907). Actualmente (2022) aloja un boutique hotel, restaurante con anteriormente estrella Michelin y un centro de conferencias.